# Тотнъм
Тотнъм е квартал в Северен Лондон, Англия, в район Харингей. Намира се на 13.2 км. посока север-североизток от Чаринг Крос (площад Трафалгар).